# Sheepwash Point
Sheepwash Point ist eine Landspitze im australischen Bundesstaat Victoria. Die Landspitze liegt zwischen dem Hauptteil des Lake Wellington und der Bucht Poddy Bay.
Sheepwash Point ist etwa 200 Meter lang und bis zu 260 Meter breit. Sie liegt bei dem Ort Dutson.